# Flottille 24F
La flottille 24F est une flottille de l'aviation navale française créée le 15 juin 1952 et toujours active.

## Historique
Début 2019, la flottille 24F est composée de 12 équipages répartis sur 8 Falcon 50M dont un est présent en permanence à Dakar afin de tenir l’alerte Recherche et sauvetage en Afrique de l’Ouest.

## Bases
- BAN Lann-Bihoué (juin 1952-avril 1954)
- Base aérienne 191 Tan-Son-Nhut (Cochinchine) (mai 1954-septembre 1954)
- BAN Lann-Bihoué (octobre 1954-août 1998)
- BAN Lann-Bihoué (depuis mars 2000)

## Appareils

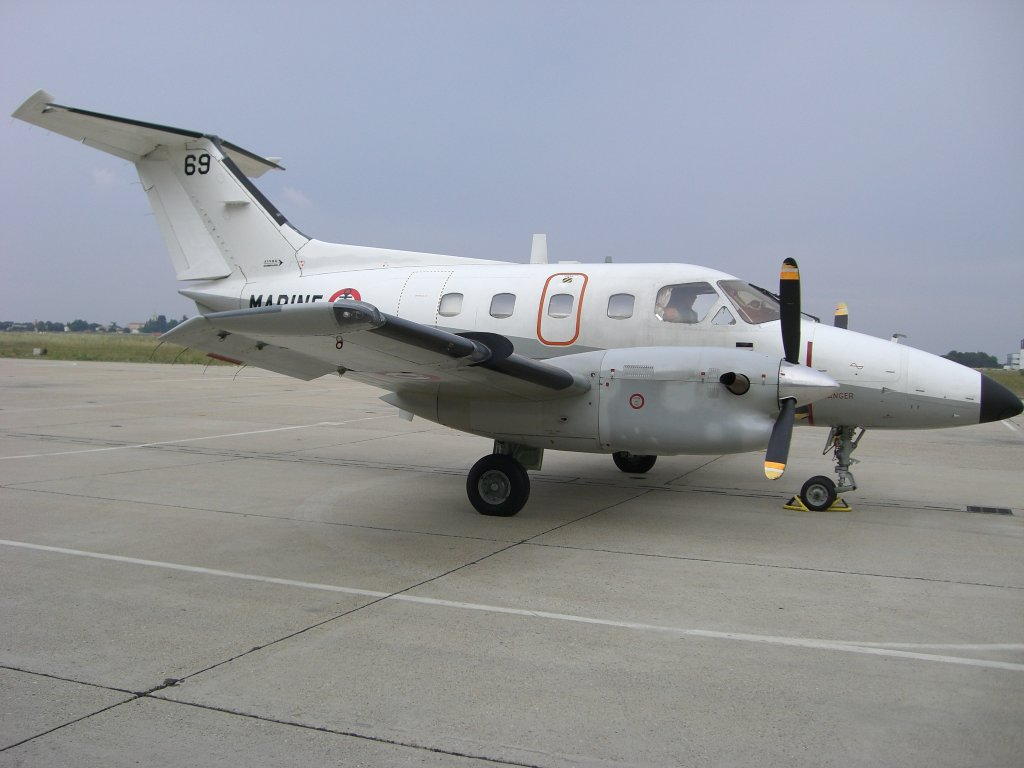
Un Embraer EMB-121 Xingu de la flottille 24F sur le parking de la BAN Nîmes-Garons en 2007.

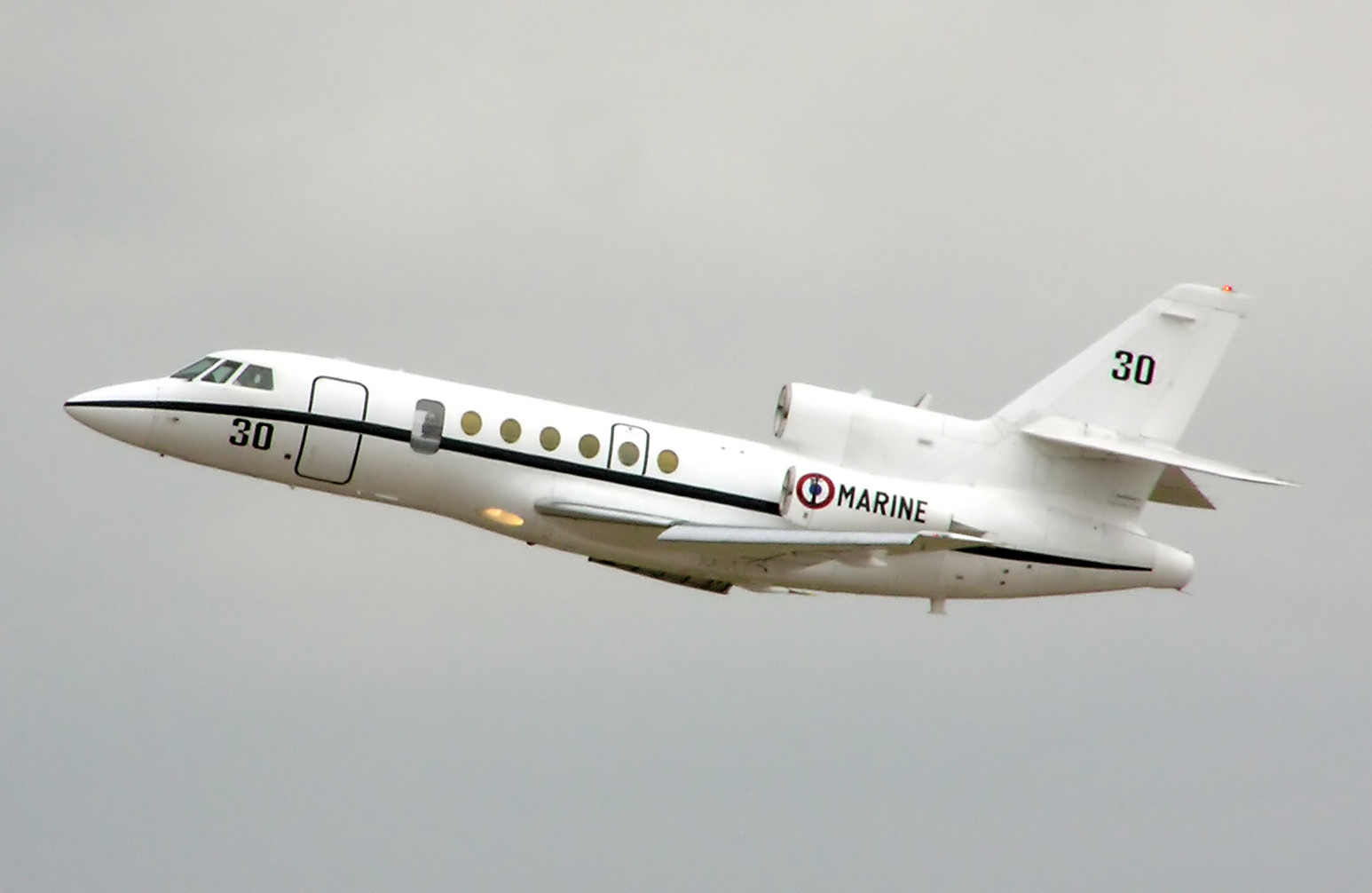
Un Dassault Falcon 50 de la flottille 24F en 2005.

- Avro Lancaster (juin 1952-avril 1954)
- Consolidated PB4Y Privateer (mai 1954-septembre 1954)
- Avro Lancaster (octobre 1954-mars 1958)
- Lockheed P2V-7 Neptune (mars 1958-mai 1967)
- Breguet Br-1150 Atlantic (mai 1967-novembre 1992). Il est parfois appelé Atlantic 1. Et parfois ATL1. Vu que c'est le prédécesseur de l'ATL2.
- Dassault Atlantique ATL2 (novembre 1992-septembre 1998)
- Aérospatiale N262E Frégate (mars 2000-mars 2001)
- Embraer EMB-121 Xingu (mars 2000-2010)
- Dassault Falcon 50M (depuis mars 2000). 4 à l'origine. Le 8e et dernier Falcon 50B (gouvernementaux) modifié en Falcon 50M pour la mission de surveillance Maritime (SURMAR) a été réceptionné le 20 mars 2016[3]. Ils remplacent en Polynésie et Nouvelle-Calédonie les cinq Falcon 200 Gardian de la Flottille 25F qui arrivent en fin de vie[4].